# Saint-Jean-du-Bois
Saint-Jean-du-Bois är en kommun i departementet Sarthe i regionen Pays de la Loire i nordvästra Frankrike. Kommunen ligger i kantonen Malicorne-sur-Sarthe som tillhör arrondissementet La Flèche. År 2022 hade Saint-Jean-du-Bois 612 invånare.

## Befolkningsutveckling
Antalet invånare i kommunen Saint-Jean-du-Bois
| Referens: INSEE |